# Fabio Bonvicini
Fabio Bonvicini (Venezia, 12 giugno 1660 – 1715) è stato un ammiraglio italiano della Repubblica di Venezia. Già Capitano Ordinario delle Navi nel corso della prima guerra di Morea, nel 1714, allo scoppio della seconda, assunse l’incarico di Capitano Straordinario delle Navi e Comandante della Armata Grossa di stanza a Corfù.

## Biografia
Nacque a Venezia il 12 giugno 1660, figlio di Flaminio, fatto nobile nel 1663, e di Maria di Giovanni de Piccoli.
Affascinato dai viaggi prima di entrare nella pubblica amministrazione effettuò alcuni viaggi di istruzione nel Nord Europa visitando la Germania, la Danimarca, la Norvegia e la Svezia. Partito il 6 maggio 1683 per la solita via della Valsugana, raggiunse Trento, il Brennero, Innsbruck, Augusta, Vienna, Praga, Dresda, Berlino, Amburgo, Copenaghen, Stoccolma, Danzica, Stettino, Lubecca, ed altre città della Prussia Renana.
Di questo suo lungo viaggiare tenne un particolareggiato diario, il cui manoscritto è conservato nella Biblioteca Marciana di Venezia.  Ritornato in Patria, nel 1686 partì per combattere contro i turchi nella guerra di Morea, distinguendosi nell'assedio di Navarino, e nell'impresa di Napoli di Romania. 
Prese parte in qualità di Governator di Nave alla battaglia di Metellino (1690) a quella di Giura combattendo poi, al comando del vascello Sol d'Oro, all'ingresso dello stretto dei Dardanelli (1697) e nuovamente nelle acque di Metellino (20 settembre 1698)
In quella battaglia era al comando, come Capitano ordinario, del nuovissimo vascello Aquila Valiera che faceva parte di una squadra di cinque vascelli di primo rango da 70 cannoni e due di secondo rango, uno da 48 e uno da 44, che si scontrò vittoriosamente contro una formazione turca forte di circa 25 unità rinforzate da 7 navi tra tripoline e tunisine.
Durante il corso della guerra di Morea servì sotto gli ordini dei Capitani Generali da Mar Francesco Morosini (1684-89), Girolamo Corner Provveditore Generale da Mar ad interim (1689-90), Domenico Mocenigo (1690-93), Antonio Zeno (1694-1695),  Alessandro Molin (1695-1698) e Giacomo Corner (1698-1699).
Per il suo valore aveva scalato rapidamente le gerarchie militari dell’Armada da Mar, divenendo Capitano Ordinario nel 1691, e poi Provveditore dell’Armata. Nel 1702 fu Provveditore straordinario di Terraferma insieme a Nicolò Erizzo II durante la guerra di successione Spagnola, e nel 1707 Provveditore all'Arsenal.
Il 9 dicembre 1714, allo scoppio della seconda guerra di Morea, fu nominato Capitano Straordinario delle Navi sotto gli ordini del Capitano Generale da Mar Daniele Dolfin, assumendo il comando dell'Armata Grossa di stanza a Corfù. Dopo la fine del precedente conflitto l'Armata Grossa, di base a Corfù, aveva svolto una ridotta attività navale e lo stato di approntamento dei vascelli non lo soddisfaceva. In un suo rapporto al Senato scrisse di lasciare il vascello Aquila Valiera, insieme ad altri due, l'Ercole Vittorioso e il Valor Coronato, a difesa del golfo di Corfù.
Poco dopo l’inizio delle ostilità l'Armata Grossa si portò a Capo Matapan (Peloponneso), al fine di fornire protezione ai convogli che arrivavano da Venezia diretti a Napoli di Romania, allora capitale del Peloponneso, mentre il Capitano Generale da Mar Dolfin restò a Climinò (nell'isola ionica di Santa Maura), in attesa del sopraggiungere delle forze navali alleate e di quelle inviate dalla Serenissima. Caduto ammalato si spense nel corso del 1715, venendo sostituito al comando dell’Armata Grossa da Andrea Corner. Poco prima di spegnersi, come gesto di estrema cortesia, consentì al Capitano Generale da Mar Dolfin di assumere anche il comando delle navi dell'Armata Grossa e di alzare la sua insegna sul nuovissimo vascello da 70 cannoni Terror appartenente alla Classe San Lorenzo Giustinian.

### Annotazioni
1. ↑  Secondo l'autore Cappellari (Il Camp, ven.) avrebbe avuto sei fratelli e la famiglia si sarebbe estinta con la sua morte nel 1715, mentre invece secondo una pubblicazione elencata dal Soranzo (Bibliogr. venez. p. 33 n. 3976) sarebbe stato figlio unico, e il padre sarebbe morto prima di lui.
2. ↑  Benché tale diario non sia spesso che una sequela di nomi, talvolta diventa interessante per alcune particolari notizie in esso contenute che lo pongono "ante litteram" tre le primitive guide turistiche. Vi sono contenuti dati statistici e commerciali, e frequentemente anche nozioni di carattere religioso.
3. ↑  Si trattava di Iride (al comando di Marco Giaffero), San Lorenzo Giustinian, Rizzo d'Oro, Amazzone Guerriera e Aquila Valiera.
4. ↑  O vascelli di quarto rango secondo la classificazione dell'epoca. Si trattava delle unità Venere Armata e Ercole Vittorioso (al comando di Giacomo Teodori).
5. ↑  Nominato Capitano Generale da Mar dal nuovo Doge di Venezia Silvestro Valier, assunse il comando della flotta e si imbarcò nell'estate del 1694 approdando sull'isola di Chio nei primi giorni del settembre successivo. Lo scontro con la flotta turca avvenne il 9 febbraio 1695, e al termine della dura battaglia che costò ai veneziani 465 morti, il 19 febbraio i capitani veneti decisero di abbandonare ai turchi l'isola conquistata neppure sei mesi prima. La presunta inettitudine e codardia del comandante Antonio Zeno vennero severamente punite dal Senato della Repubblica. Tradotto in ceppi a Venezia, lo Zeno morirà in prigione in attesa di processo nel 1697.
6. ↑  Costruito sotto la direzione di Zuanne Morello era entrato in servizio il 1 marzo 1715.

### Fonti
1. ↑  Garzoni 1720, p. 367.
2. ↑  Garzoni 1720, p. 692.
3. ↑  Garzoni 1720, p. 752.
4. ↑  Garzoni 1720, p. 778.
5. ↑  Levi 1896, p. 27.
6. 1 2  Ercole 2006, p. 127.
7. ↑  Garzoni 1720, p. 366.
8. ↑  Garzoni 1716, p. 255.
9. ↑  Levi 1896, p. 104 , insieme a Giacomo da Mosto redasse un rapporto intitolato Relazione sulle misure delle Navi che fu trasmesso al Doge.
10. 1 2  Ferrari 1723, p. 23.
11. 1 2  Ferrari 1723, p. 56.
12. 1 2  Ercole 2006, p. 128.
13. ↑  Ferrari 1723, p. 69.
14. ↑  Levi 1896, p. 28.